# بیمارستان توان‌بخشی کودکان هلند بلورویو
بیمارستان توان‌بخشی کودکان هلند بلورویو (انگلیسی: Holland Bloorview Kids Rehabilitation Hospital) بزرگترین بیمارستان توان‌بخشی کودکان در کشور کاناداست که در شهر تورنتو واقع است. این مرکز درمانی در سال ۱۸۹۹ و با نام «سرای کودکان لاعلاج» برپا شد.
طی سال‌های طولانی، این بیمارستان گسترش و توسعهٔ فراوان داشته و اینک دارای بخش‌های بستری، کلینیک‌های سرپایی، یک کودکستان، برنامه‌های درسی مدرسه، فناوری‌های یاری‌کننده و فعالیت‌های اطلاع‌رسانی اجتماعی برای ۷٬۰۰۰ کودک و نوجوان دچار ناتوانی و خانواده‌هایشان است. برخی از مهمترین اختلالاتی که در این مرکز بدان‌ها پرداخته می‌شود، فلج مغزی، آسیب‌های اکتسابی مغز، دیستروفی ماهیچه‌ای، قطع عضو، صرع، مهره‌شکاف، لب‌شکری و ناتوانی‌های تکاملی از جمله اوتیسم است. این مرکز درمانی وابسته به دانشکدهٔ پزشکی دانشگاه تورنتو است و نام فعلی‌اش را از سوزان و بیل هلند می‌گیرد که پول زیادی به بیمارستان هدیه دادند.